# 卢恰诺·内格里尼
卢恰诺·内格里尼（義大利語：Luciano Negrini，1920年6月22日—2012年12月12日），意大利男子赛艇运动员。他曾代表意大利参加1936年夏季奥林匹克运动会赛艇比赛，获得男子双人单桨有舵手银牌。